# Экспедиция рыбного промысла
Экспедиция рыбного промысла — особое учреждение Российской империи созданное при астраханском губернском правлении и открытое в 1803 году для надзора за рыбными и тюленьими промыслами в Волжско-Каспийском районе и заменившее бывшую астраханскую рыбную контору.
Первоначально эта организация находилась в ведении министерства внутренних дел, а её председателем её был местный губернатор.
Для надзора за правильностью рыболовства в её распоряжении имелось 12 смотрителей и старшин. Для поддержания порядка во время навигации крейсировали три вооруженные морские судна.
С учреждением министерства государственных имуществ, экспедиция рыбного промысла перешла в его ведение.
В 1856 году её заменила временная астраханская комиссия рыбных и тюленьих промыслов, которой поручено было составить проект об управлении рыбными промыслами, с учётом интересов казны и рыбопромышленников. Когда этот проект получил силу закона, в Астрахани в 1866 году было открыто правление рыбных и тюленьих промыслов, а затем и комитет каспийских рыбных и тюленьих промыслов. Правление в 1876 году переименовано в управление рыбными и тюленьими промыслами.
Для непосредственного заведования рыбными промыслами оставлен был и комитет, состоящий под председательством губернатора из восьми членов от правительства, трёх представителей от владельцев частных вод или их уполномоченных и девятнадцатити выборных членов от рыбопромышленников.
Промысловая полиция состояла из 14 смотрителей, 8 общественных надзирателей, 13 сверхштатных смотрителей, четырех участковых старост, командиров промысловых пароходов и кормщиков на лодках. В распоряжении управления находились один старший и 5 участковых врачей. Управление и комитет рыбных и тюленьих промыслов состояли в ведении департамента земледелия.
На содержание управления промыслового надзора и врачебно-санитарной части Каспийско-Волжских рыбных и тюленьих промыслов было ассигнована на 1903 год весьма значительная по тем временам сумма в 98 тысяч 120 рублей.